# Grube Landeskrone
Die Grube Landeskrone war ein Blei- und Silberbergwerk in der Gemarkung von Wilden, einem Ortsteil der Gemeinde Wilnsdorf im Kreis Siegen-Wittgenstein (Nordrhein-Westfalen). Dadurch, dass das Erz nach Anlage des Tiefen Stollens Anfang des 19. Jahrhunderts in der Gemarkung Wildens an die Oberfläche kam, war es eine „Wildener Grube“. Durch die Lage der Gangmittel in der Wilnsdorfer Gemarkung wurde sie allerdings durch das Bergrevier Siegen II verwaltet. Aus dem geförderten Bleierz der Grube wurde unter anderem königliches Silber hergestellt.

## Gangmittel
Gangmittel war der  Göpelschachter Gang mit einer Länge von 35 m und einer Mächtigkeit von 0,94 bis 1,25 m. Ausgefüllt war er mit Blei- und Fahlerzen. Der Liebfrauengang war unterteilt in sechs einzelne Mittel, auch hier wurde überwiegend Bleierz geführt, ab der dritten Sohle nahm der Spateisenstein jedoch zu. Die einzelnen Mittel waren:
- Westliches Mittel; 25 m lang, 0,94–1,25 m mächtig
- 1. Südliches Mittel; 44 m lang, 0,5–1,5 m mächtig
- 2. Südliches Mittel; 38,6 m lang, bis 6 m mächtig
- 3. Südliches Mittel; 77 m lang, 0,94–2 m mächtig
- 4. Südliches Mittel; 29 m lang, 0,94–1,25 m mächtig
- Nördliches Mittel; 29 m lang, 0,3–1 m mächtig

Der Bleigehalt im Erz lag bei 60–70 %; 100 kg Bleierze ergaben 30–40 g Silber.

## Geschichte

Stollenportal des Landeskroner Erbstollens bis 1922

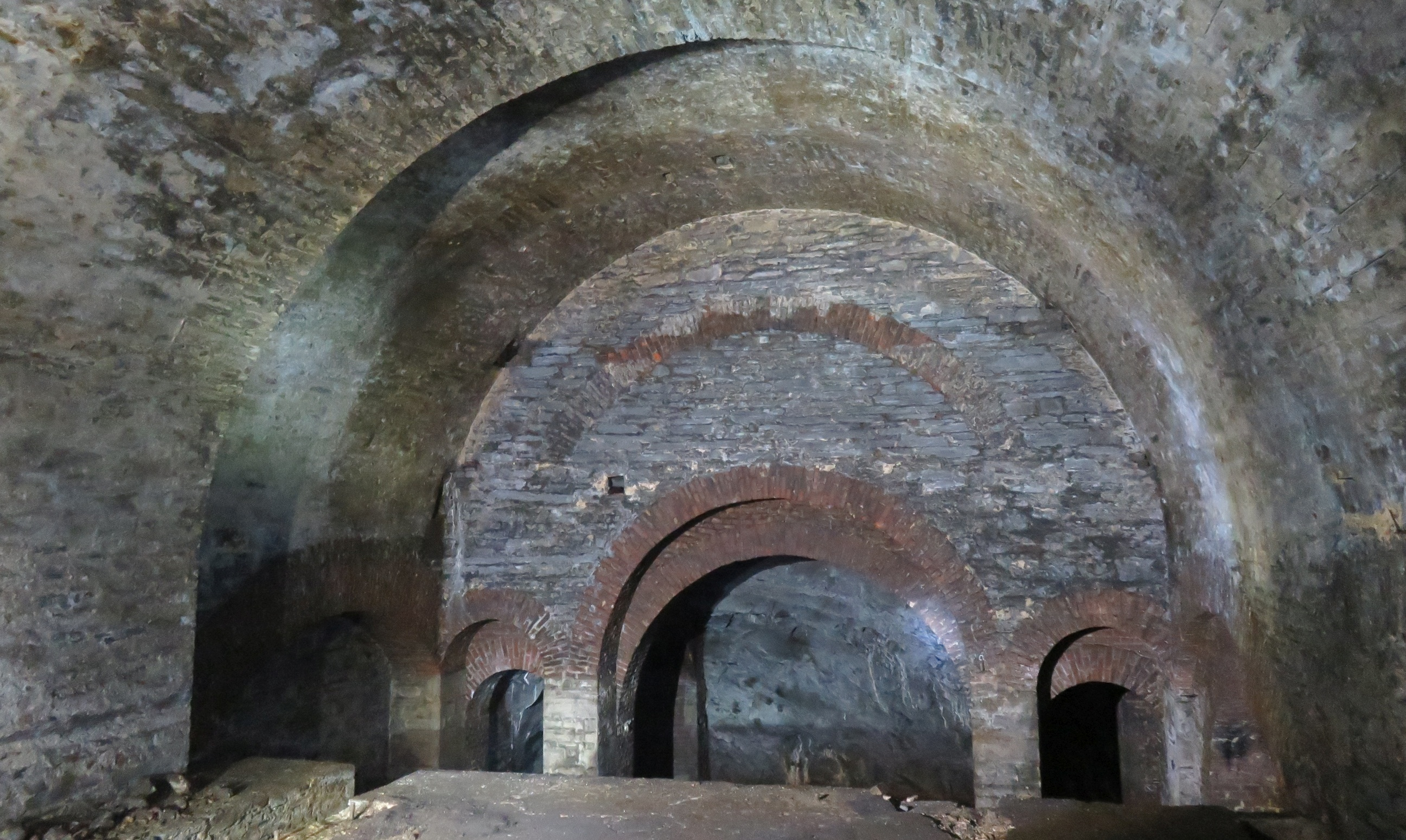
Schachthalle, Blick Richtung Schachtstandort

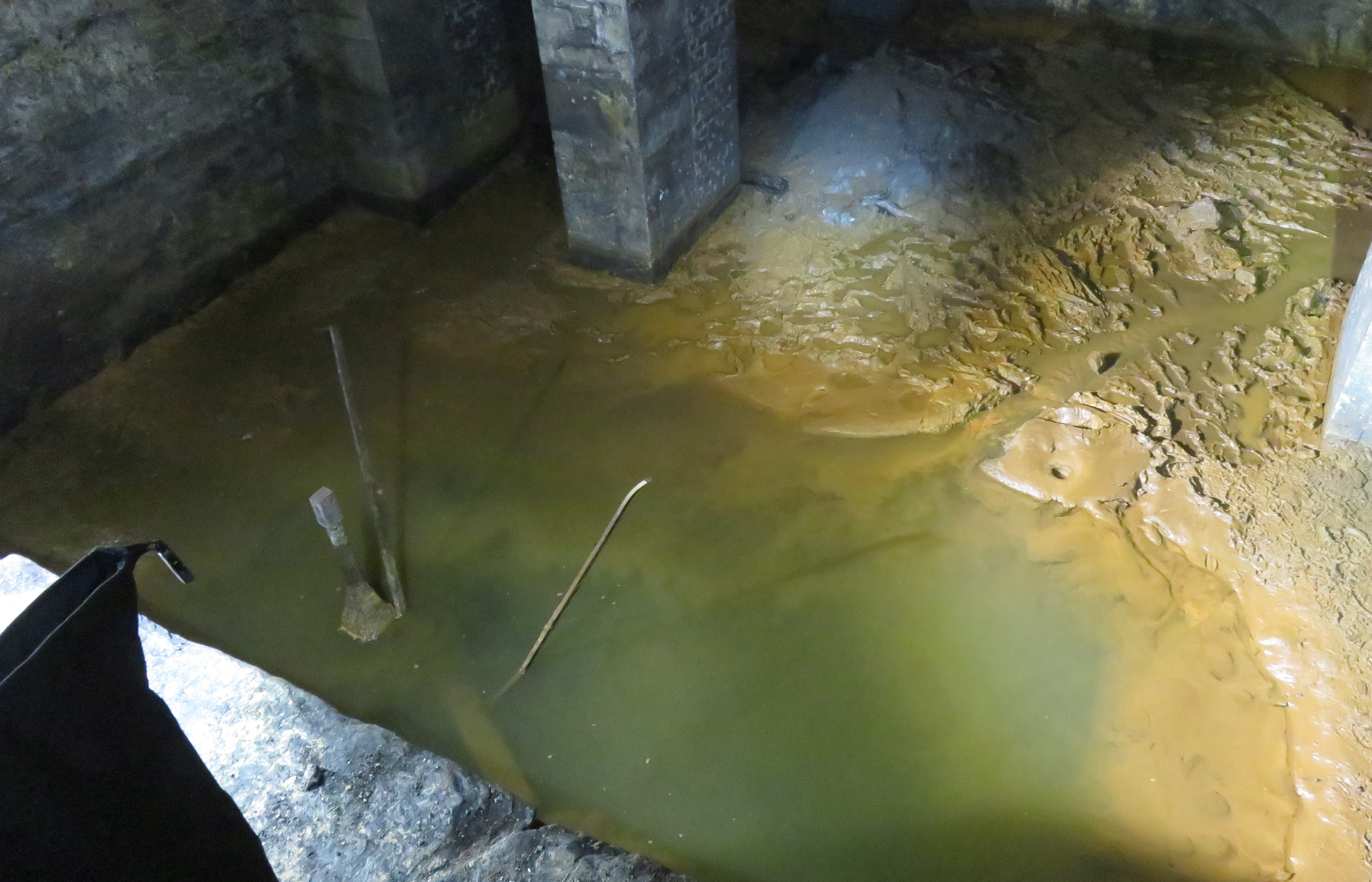
Gestänge im abgesoffenen Schacht

Wie weit die Geschichte der Grube zurückgeht, kann man nur erahnen. Am 26. Februar 1298 wurde sie erstmals erwähnt; König Adolf von Nassau verpfändete seinen Vettern, den Grafen Heinrich und Emich von Nassau und deren Brüdern, für 1000 Mark Kölner Pfennige das Gebiet „mit dem Bergwerk am Ratzenscheit und mit allen Bergwerken in ihren Landen, wo man Silber suchen und finden kann“. Damit ist die Grube Ratzenscheid die älteste urkundlich erwähnte des Siegerlandes. Diese Verpfändung begründete das Bergregal der Grafen von Nassau. Das Anhauen des rund 500 m langen Oberen Stollens geht auf das 13. Jahrhundert zurück. Er war größtenteils nur 15 cm breit und 80 cm hoch und wurde beim Bau der A 45 in den 1960er Jahren zugeschüttet.
Am 14. Juli 1489 wurde das Bergwerk „zu unserer lieben Frauen“, der Liebfrauengang der Landeskrone in 32 Kuxe eingeteilt. Das Bergwerk hatte in den folgenden Jahrhunderten mehrere, mehr oder weniger kurze Betriebsperioden: 1684–1740; 1780–1790; ab 1801; 1810–1814; ab 1821; ab 1835. Am 28. September 1793 wurde die Grube als Gleiskaute neu gemutet. Der Göpelschacht wurde ab 1798 bis auf 95 m Teufe angelegt und bereits 1809 wieder aufgegeben. Der Wilnsdorfer Weiher, für das Aufschlagwasser der Pumpenkunst gebaut, erinnert noch heute an diese kurze Betriebsperiode. 1810 konnte der Göpelschacht nur noch bis auf eine Teufe von 65 m befahren werden. Am 10. April 1980 wurde er nach einem Einsturz verfüllt. Der unweit gelegene Liebfrauenschacht der Grube wurde danach ebenfalls verfüllt.
Der letzte Name der Grube, Landeskrone, geht auf das Jahr 1801 zurück. Auf der Landeskrone im Wildebachtal wurde im Februar 1801 mit dem Bau eines Tiefen Stollens begonnen, der später als Erbstollen der angeschlossenen Gruben diente. Vom Erreichen der Gangvorkommen im Jahr 1839 zeugt heute eine Hinweistafel im Stolleninneren mit der Jahreszahl als Aufschrift. Der Stollen liegt auf einer Höhe von knapp 348 m ü. NN.
1852 wurde auf der Grube eine der ersten Dampfmaschinen im Siegerland in Betrieb genommen und dafür ein unterirdisches Maschinenhaus angelegt. Der abgeteufte Schacht erreichte 1862 120 m, 1863 150 m und bereits 1864 eine Teufe von ca. 200 m unter der Erdoberfläche. Die Teufe unter der Stollensohle betrug 94 m. Sohlen wurden bei 31, 62 und 94 m angelegt. Die Dampfmaschine befand sich in ca. 80 m Teufe unter Tage auf der Stollensohle, war 10 PS stark und erreichte Geschwindigkeiten von 1 m in der Sekunde. Zwei Kessel versorgten die Maschine mit Dampf. Der Kolben der Maschine hatte einen Durchmesser von 11 Zoll. Er machte 48 Hübe pro Minute bei einer Hublänge von 30 Zoll. Die Anschaffungskosten der Maschine von G. Kuhn betrugen 1852 11.000 Taler (ca. 33.000 Mark). Zwischen 1800 und 1880 wurden 5014 t Bleiglanz, 12 t Kupfererze, 487 t Zinkblende, 37 t Fahlerze und 633 t Sideriterze gefördert. Dann wurde die Förderung eingestellt.
Der Landeskroner Weiher, durch den der Wildebach fließt, wurde 1890 zum effektiveren Betreiben der Aufbereitung angelegt und ist heute an heißen Sommertagen ein beliebtes Badeziel. Um 1900 war die Zinkförderung doppelt so hoch wie die Bleiförderung. Am 28. Dezember 1900 erfolgte die Konsolidation mit der Grube Neue Hoffnung in Wilgersdorf. Bereits 1901 wurde die Förderung von der Landeskroner Seite aus eingestellt. Bis zu 200 Belegschaftsmitglieder hatte die Grube, 1862 waren es 120, 1866 78 und 1867 nur noch 62. 1897 waren es sogar nur noch 20 Bergleute. 1913 wurde die Förderung auch von Seite der Grube Neue Hoffnung eingestellt. Nach der Stilllegung der Grube wurde das alte Portal des Tiefen Stollens im Jahre 1922 abgebrochen. 1949 wurde das aktuelle Portal gebaut und der Stollen zur Wasserversorgung der Gemeinde Wilden genutzt. 1958/59 fanden durch die Erzbergbau Siegerland AG Untersuchungen im Grubengebiet statt. Vier Kernbohrungen wurden vorgenommen, wobei eine davon die Entwicklung des Liebfrauen-Ganges auf der 720-m-Sohle von Bautenberg untersuchte. Die Untersuchungen waren jedoch negativ und eine erneute Förderung wurde nicht mehr aufgenommen.
Im Zuge des geplanten Ausbaus der A 45 wurde 2016 der Tiefe Landeskroner Stollen geöffnet, um die Hohlräume unter der Autobahn auf Standfestigkeit prüfen zu können. Dabei wurde die ab 1852 angelegte und mit Sandsteinen und Ziegeln gemauerte Schachthalle wiederentdeckt. Diese liegt etwa 800 m vom Stollenmundloch entfernt im Berg und wurde nach der Wiederentdeckung von einem Forscherteam des Landschaftsverbandes Westfalen-Lippe (LWL), des Deutschen Bergbau-Museums Bochum und des „Vereins für Siegerländer Bergbau e. V. (VSB)“ gründlich dokumentiert. Mittels unzähliger Fotografien wurde ein 3D-Modell der Schachthalle berechnet, dies war das erste Mal, dass in Südwestfalen Structure from Motion zum Einsatz kam.
Im April 2018 hatten Interessierte erstmals die Gelegenheit, nach Anmeldung und im Rahmen einer Regionalen Fachtagung zum Thema Grube Landeskrone die Schachthalle von innen zu sehen. Im September 2022 fand der Internationale Bergbau-Workshop in Wilnsdorf statt.

## Konsolidationen

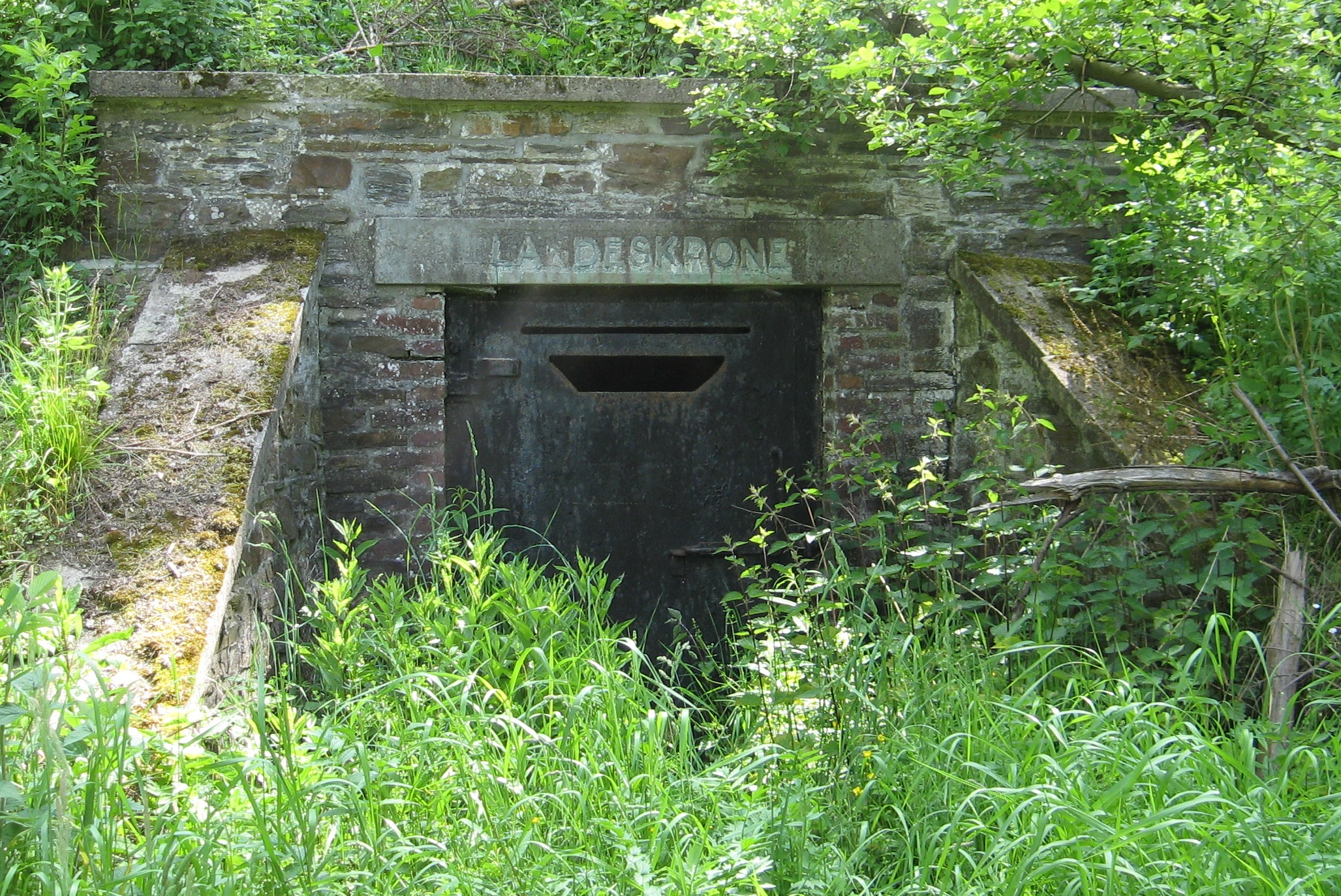
Stollenportal des Erbstollens seit 1949

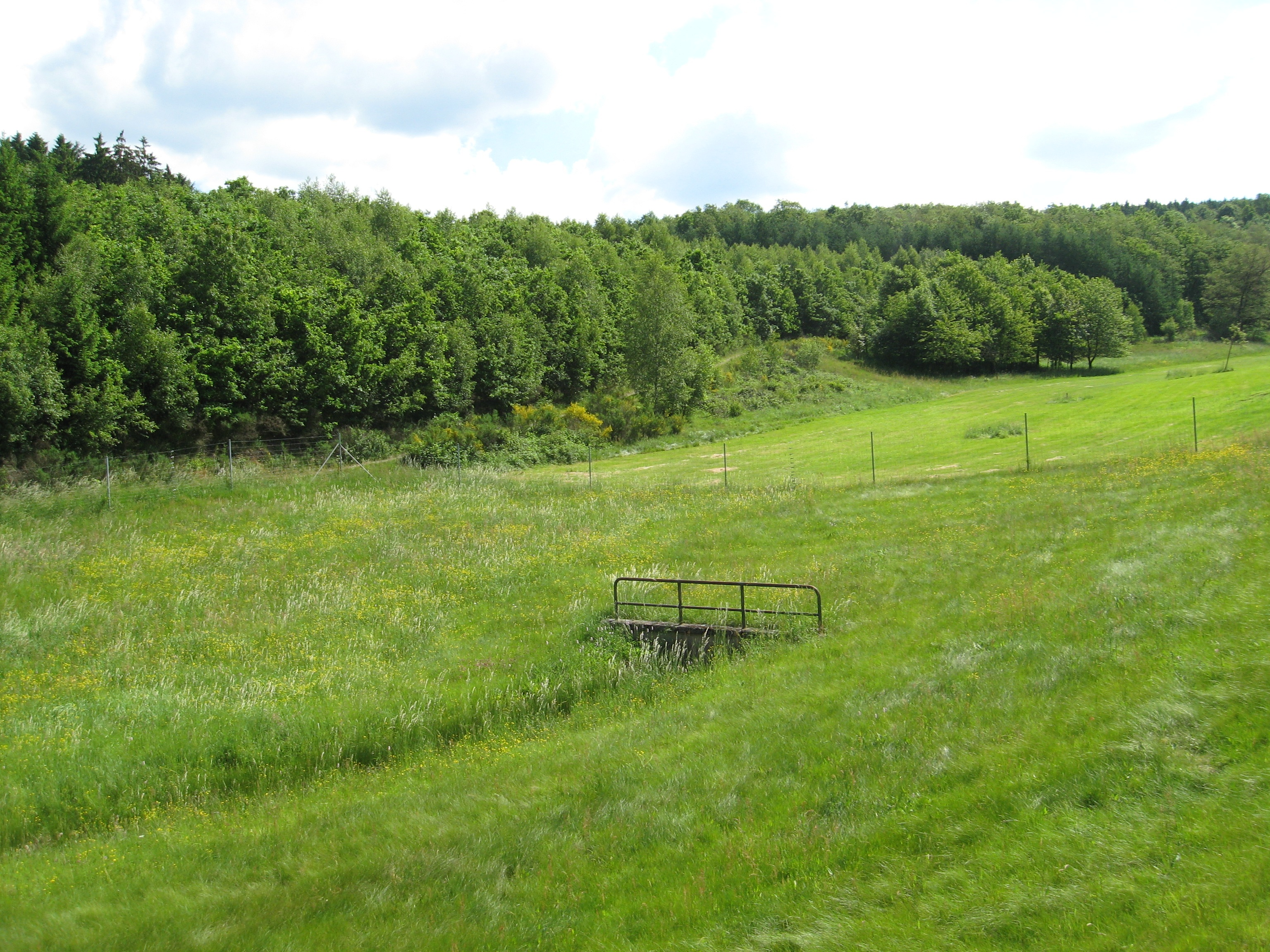
Die „Stollenwiese“ nahe der Grube

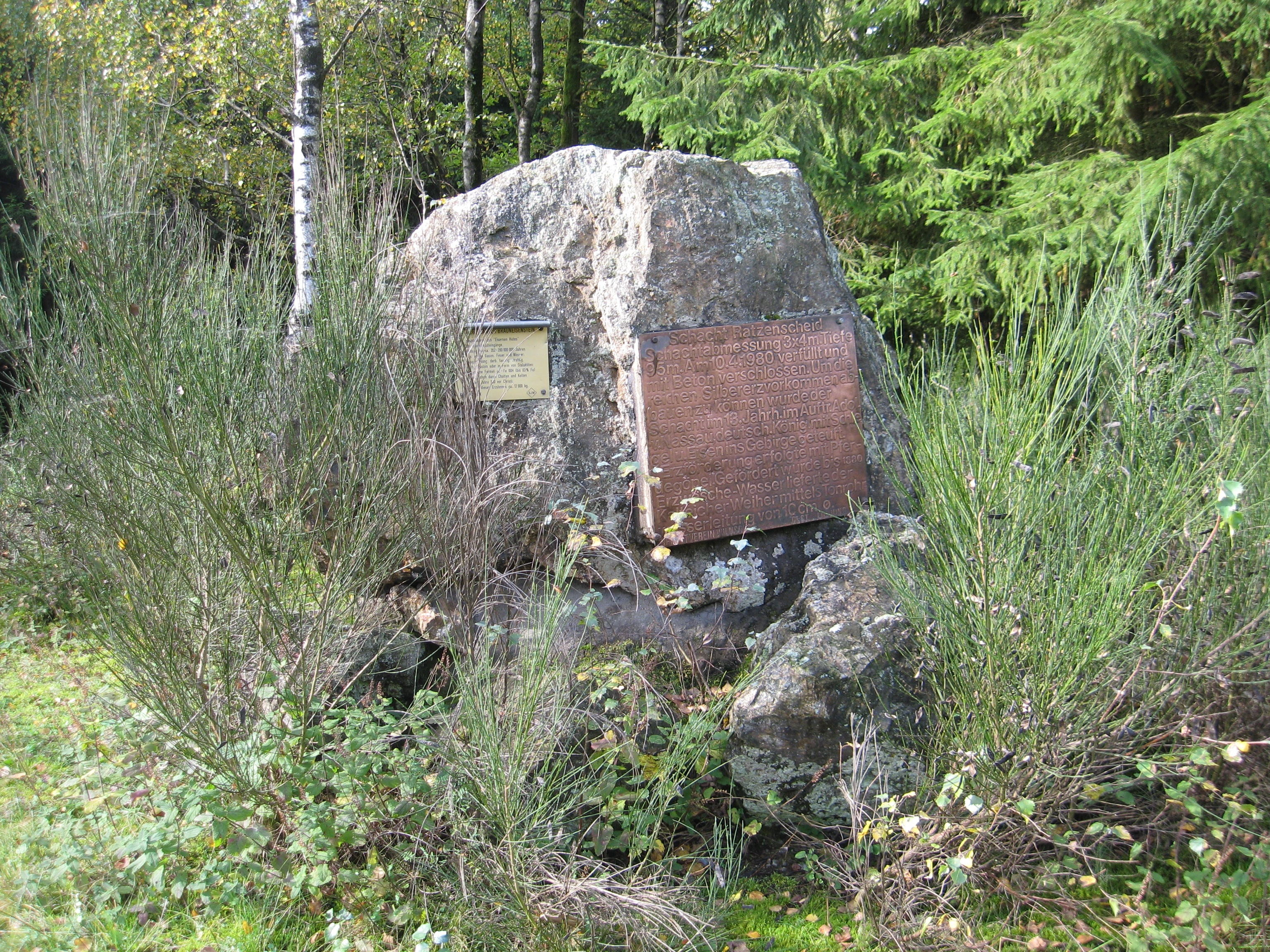
Brauneisenstein als Denkmal der Grube Ratzenscheid

Neben Neue Hoffnung  in Wilgersdorf gab es weitere Konsolidationen. Die wichtigste war die mit der Wilnsdorfer Grube Grüner Baum, die ab 1899 über den Landeskroner Erbstollen abgebaut wurde.
Am Bautenberg lag die bereits im 16. Jahrhundert betriebene Grube Sophie, in mehreren Oberen Stollen und einem kleinen Schacht wurden Eisen- und Bleierz abgebaut.
Weitere Konsolidationen:
- Abendröte, Wilnsdorf
- Abendstern, Wilnsdorf
- Frisches Feld, Wilden
- Morgenröthe, Wilnsdorf/Wilden
- Ölblatt, Wilnsdorf